# Iwannis Ephrem Bilgic
Mor Iwannis Ephrem Bilgic (* 1891 in Tur Abdin (Türkei); † 1984 im Kloster Mor Gabriel in Tur Abdin) war Metropolit der Syrisch-Orthodoxen Kirche.
Iwannis Ephrem Bilgic wurde 1910 zum Priester geweiht und nach dem Tod seiner Frau durch Patriarch Ignatius Ephräm I. Barsum (auch Ignatius Aphrem Barsaum) 1952 zum Bischof der Diözese von Tur Abdin geweiht.